# Seleção Eslovaca de Voleibol Feminino
A seleção eslovaca de voleibol feminino é uma equipe europeia composta pelas melhores jogadoras de voleibol da Eslováquia. A equipe é mantida pela Federação Eslovaca de Voleibol (Slovenská Volejbalová Federácia). Encontra-se na 43ª posição do ranking mundial da FIVB, segundo dados de 6 de outubro de 2015.